# 知否？知否？应是绿肥红瘦
《知否？知否？應是綠肥紅瘦》，简称《知否》，又名《明蘭傳》。是一部2018年中國大陸古裝劇，故事背景為宋朝。改編自网络作家關心則亂同名小說，名稱取自北宋词人李清照的《如梦令·昨夜雨疏风骤》一词。
此劇由趙麗穎、馮紹峰、朱一龍、施詩、張佳寧、曹翠芬、劉鈞、劉琳、高露、王仁君、王一楠及李依曉等人主演。劇組於2017年9月6日在横店開機，历时208天拍摄，于2018年4月1日在横店殺青。2018年12月25日登陸湖南衛視，並在LINE TV、優酷等網絡平台進行同步播出。

## 播放平台
| 频道                   | 所在地   | 播映日期          | 播出时间                                                                                                  | 备注                                                                       |
| ---------------------- | -------- | ----------------- | --- | -------------------------------------------------------------------------- |
| 湖南衛視               | 中国大陆 | 2018年12月25日    | 星期一至四 20:00－22:00（两集连播） 星期五、六 19:35－20:20（只播一集） 星期日 19:35－22:00（两集连播）   |                                                                            |
| 愛奇藝                 | 中国大陆 | 2018年12月25日    | VIP每晚22:00同步衛視更新 非VIP次日22:00更新                                                               | 分TV版與DVD版                                                              |
| 騰訊視頻               | 中国大陆 | 2018年12月25日    | VIP每晚22:00同步衛視更新 非VIP次日22:00更新                                                               | 分TV版與DVD版                                                              |
| 优酷网                 | 中国大陆 | 2018年12月25日    | VIP每晚22:00同步衛視更新 非VIP次日22:00更新                                                               | 分TV版與DVD版                                                              |
| myTV SUPER             | 香港     | 2018年12月25日    | 與中國同步點播                                                                                            |                                                                            |
| HUB戲劇首選            | 新加坡   | 2018年12月25日    | 與中國同步點播                                                                                            |                                                                            |
| LiTV 線上影視          | 中華民國 | 2018年12月25日    | VIP全套免費看無廣告 非VIP全套免費看                                                                       | 已下架                                                                     |
| LINE TV                | 中華民國 | 2018年12月25日    | VIP每晚22:00更新 非VIP三日后更新                                                                          |                                                                            |
| Astro双星 Astro双星HD  | 马来西亚 | 2018年12月25日    | 每晚 20:00 - 21:00                                                                                        | Astro旗下VOD服务On Demand， 已于首集播出后，将与湖南卫视同步提供最新剧集。 |
| 中剧独播               | YouTube  | 每晚22:00同步更新 | 分TV版與未删减版                                                                                          |                                                                            |
| 愛爾達電視             | 中華民國 | 2019年2月15日     | 全套上架                                                                                                  | MOD隨選、Hami Video、ELTA OTT                                              |
| 八大第一台             | 中華民國 | 2019年4月11日     | 每週一至週五 20:00                                                                                        |                                                                            |
| 浙江经视               | 中国大陆 | 2019年3月19日     | 每晚 18:35－20:20（三集连播）                                                                             |                                                                            |
| 广东卫视               | 中国大陆 | 2019年3月29日     | 每晚 19:30－21:15（两集连播）                                                                             |                                                                            |
| 中天北美台             | 美国     | 2019年5月3日      | 周一至周五 19:00－20:20                                                                                   |                                                                            |
| 翡翠台                 | 香港     | 2019年6月24日     | 星期一至五 19:00-19:30                                                                                    | 由馬百良安宮牛黃丸贊助                                                     |
| 山东广播电视台齐鲁频道 | 中国大陆 | 2019年6月27日     | 每晚 19:10-21:55 四集连播                                                                                 |                                                                            |
| HUB娛家戲劇台          | 新加坡   | 2019年7月18日     | 每晚 19:00-20:00                                                                                          |                                                                            |
| 城市电视               | 加拿大   | 2019年7月29日     | 星期一至五 15:40-16:30/20:30-21:25（温哥华/西岸时间） 星期一至五 18:40-19:30/23:30-00:30（多伦多/东岸时间 |                                                                            |
| 緯來戲劇台             | 中華民國 | 2019年10月23日    | 每週一至週五 23:00                                                                                        |                                                                            |
| 河北卫视               | 中国大陆 | 2020年1月19日     | 每晚 19:35－21:15（两集连播）                                                                             |                                                                            |

## 故事簡介
北宋中期，盛家六姑娘盛明兰（赵丽颖饰）从小聪颖貌美，却遭遇嫡母不慈，姐妹难缠，父亲不重视，生母被害去世的困境。她藏起智慧，掩埋锋芒，忍辱负重逆境成长，在万般打压之下依然自立自强，终历尽艰难为母报仇。在这一过程中，明兰结识了宁远侯府二公子顾廷烨（冯绍峰饰）。顾廷烨帮过明兰，也刻薄过明兰，他见过明兰软弱表皮下的聪慧锐利，也见过她刚强性格中的脆弱孤单，对她早已倾心。朝廷风云变幻，在顾廷烨的拥戴下，赵家旁支宗室子弟被冊立为太子，顾廷烨拿着勤王诏书，大破反贼，而后拥立新帝，成为新朝第一功臣，略施巧计娶了明兰为妻。明兰婚后管家业、整侯府、铲奸佞、除宵小，夫妻二人解除误会，並建立深厚的感情。最终，明兰与丈夫一同协助明君巩固政权，二人也收获了美满的人生。

## 演員列表

### 主要演員
| 演员                    | 角色   | 粵語配音                | 介紹 |
| 趙麗穎 （童年：刘楚恬） | 盛明蘭 | 陳皓宜                  | 盛家排行第六，庶女，是家中最不受寵的女兒。 自幼時生母枉逝，身處父親不重視、眾姊欺壓的困境，深宅中處處深藏危機，生存困難。所幸她知命而不受命運擺弄，在祖母盛老太太的關愛與扶持下，藏起智慧、掩埋鋒芒，在萬般打壓之下依然自強自立，從在家中備受欺凌的庶女，到後來成為影響家族興榮的舉足輕重人物。 平寧郡主逼元若認其為妹，與元若的婚事告吹後，傷心之餘便將心思都放在為母伸冤一事上，不再考慮婚姻大事。 賀家表妹事件後，理解到夫君的心不可能永遠只在自己身上，故而決定若真有那一天，寧可靠自己過日子也絕不為了男人委屈了自己，因此婚後即便顧廷燁對自己千依百順，卻始終只視他為恩人不願抱有過多期許。被顧廷燁評價為聰明伶俐唯獨在感情事上像個孩子，即便顧廷燁生氣也不明白他的意思。 在明蘭經歷生母枉逝以及盛老太太被下毒，顧廷燁都願不顧一切出面維護明蘭，漸漸地對顧廷燁的感情不再只是感激之情。昔日裡因顧及夫妻關係，即便認為顧廷燁的行為欠妥，始終謹言慎行而不敢過多干涉，最終還是釀成顧廷燁與官家失和。顧廷燁獲罪之後，上殿鳴冤告狀，但是皇上與皇后都不聞不問，直到在殿外跪暈，才被皇后接進宮裡告知原委。在顧廷燁出征北上之際，識破太后計謀，親自率領顧家軍抵抗兵變。 永嘉郡夫人（受封誥命）→ 奪封號（顧廷燁獲罪）→永嘉郡夫人（恢復誥命之身）。                                                              |
| 馮紹峰 （少年：邊天揚） | 顧廷燁 | 蘇強文 （少年：黃積權） | 宁远侯府二公子，字仲怀，文武雙全。母亲为盐商之女、顧偃開繼室正妻，早逝。 年少時頗為頑劣，流連於秦樓楚館，被父親老侯爺斥為不肖子。機緣下認識明蘭，並數次相救明蘭於危難之中。當明蘭在深宅中艱難求存時，他也經歷了家門變故而輾轉流離，幡然醒悟去京從軍，建得一番功名。 用計巧娶明蘭，婚後對明蘭百般呵護唯恐她受人欺負，卻一直苦於無法讓明蘭對自己傾心相待。明蘭一心做稱職妻子，鮮有透露真實情感，唯獨在生氣時會表現出真情實感，故而顧廷燁很喜愛惹明蘭生氣，因為這才是他所希望明蘭該有的樣子。為明蘭一開始就認定自己早晚會變心一事很不悅，因而導致兩人婚後頭一次爭執。後為了不牽連盛家，不肯交代出康王氏殺人的理由，便獨自一人擔下所有罪責。平日裡仗著自己有從龍之功，言行多有缺失，因而導致日後與官家失和。因此下獄後，心中一直對於自己沒能履行婚前承諾過明蘭的話，感到自責羞愧認為自己愧對明蘭，甚至一度希望與明蘭和離。 邊關告急之際幸得桓王、國舅等人聯名作保才得以帶罪出征，後與英國公隨同大軍失蹤多日；原來從一開始就是官家和顧廷燁等人唱的一齣戲，只是為了讓太后死心。 虞候（宥陽蕩寇）→ 都虞候（南境平叛）→ 禁軍統領（汴京勤王）→ 邊防局都指揮使（禹州平叛）→ 云麾将军/從三品→ 殿前司副都指揮使（降級以代）→ 寧遠郡侯爵（襲父兄爵）→ 罷官奪爵（遭人誣告）→入伍為卒（帶罪出征）→寧遠郡侯爵（官復原職）。 |
| 朱一龙                  | 齊衡   | 李致林                  | 字元若，齊公府中的二公子，為平寧郡主愛子也是獨子，京城第一美男，人稱小公爺。 氣質溫潤謙和，使人如沐春風。因出身清貴、外貌俊美且勤學上進、年少有為，廣受京城少女追捧。少時在盛家私塾求學，得以結識盛家姐妹。鍾情於盛明蘭並立誓要娶之為正妻，但不被其母平寧郡主許可，齊衡曾嘗試絕食相抗。 始終對於顧廷燁娶走明蘭一事耿耿於懷，事後更是後悔不已，認為自己會落得如此地步皆因自己信錯了顧廷燁，因而多次在朝堂之上找顧家麻煩以示宣洩。 澄園失火一事曾帶人去救火，此後與顧廷燁和好，也意識到妻子申和珍才是自己的另一番天地。 雖未曾親見康王氏行兇，卻為了幫盛家而提出願作偽證替顧廷燁解圍，但是破綻太多只好作罷，在找到新的證據之後上殿告狀，卻被官家趕下朝。在得知一切都是官家與顧廷燁的佈局之後，感佩顧廷燁有這勇氣敢拿全家去賭。 侍御史（科考及第）→諫院諫議大夫（清查叛黨）→貶官（稱親事件）→諫院諫議侍郎（貶官改為降職）。 |
| 施詩 （童年：陶奕希）   | 盛墨蘭 | 詹健兒                  | 盛家四小姐，盛紘與林噙霜庶出女，是唯一在出嫁之後於梁家家宅不寧、夫妻不和的盛家子女。 深受父親偏愛，自視甚高，伶牙俐齒；外表裝得可憐柔弱，實則狠毒善妒，無惡不作，誰都可以算計。用盡心思嫁與伯爵之子梁晗。婚後第一胎就流產，之後一直無子。最後被夫婿發現其惡毒手段，只得靠娘家接濟度日。 |
| 張佳寧 （童年：李蔚兒） | 盛如蘭 | 凌晞                    | 盛家五小姐，盛紘與王若弗嫡出的二女兒。 性格直爽，沒有城府，勇敢追求內心所愛。後因顧廷燁的佈局，雖不平靜但也得償所願嫁得自己的心上人文炎敬。 |

### 盛家

#### 汴京盛家
| 演员                    | 角色         | 粵語配音                | 介紹 |
| 未出场                  | 盛老太爷     |                         | 曾是探花郎。 |
| 曹翠芬                  | 盛老太太     | 袁淑珍                  | 盛紘嫡母，勇毅侯府徐家嫡出大小姐。曾在宫中教养，剛正不阿，是非分明。 早年間為了不讓勇毅候府徐家的庶女嫁進盛家，而與娘家人斷絕往來。 年少守寡的她用心栽培庶子成材，後對幼時失去生母的明蘭關愛有加、出謀劃策。 因为明兰撑腰，斥责王若弗而被王若與使計下毒險些遭谋害。 一身教養子孫眾多，雖都不是自己的骨肉血親，但依舊用心教導，其中屬明蘭最得老太太心。 居盛府【寿安堂】。 |
| 劉鈞                    | 盛紘         | 潘文柏                  | 盛家老爺，頗具爭議的封建家長，庶子出身。 作為盛家的一家之主，世故圓滑，以盛家利益為重，卻對恩重如山的嫡母盛老太太冷漠薄情。 一生向上鑽營，看人精准，卻疲於妻妾之亂，寵妾滅妻。 因墨兰私通之事，看透林噙霜虚情假意，痛恨其败坏家风，狠心下令杖责。 放官灵州→扬州通判→汴京五品→四品粮道。 |
| 刘琳                    | 王若弗       | 沈小蘭                  | 盛家主母，前太师王祐的嫡三女。自小在行商的叔叔婶婶家养大，故而與母親的情分較為寡淡。 在盛家是舉足輕重的人物，就連盛紘也得讓她三分，在內宅與林噙霜爭鬥數年。 性格潑辣，遇誰懟誰。即使是面對丈夫盛大老爺，她說話也是夾棍帶棒。 因盛老太太中毒事件，被儿子长柏送回宥阳老家，家祠赎罪十年。 最終因自己的糊塗，不僅連累盛家還連累了顧廷燁，對此甚是懊悔不已。 華蘭、長柏、如蘭的母亲。長楓、墨蘭以及明蘭的嫡母。 居于盛府【葳蕤轩】。                                                                                             |
| 高露                    | 林噙霜       | 梁少霞                  | 盛紘侍妾。 外表柔弱，工於心計，擅長以淚水與言語打動他人以達到自己的目的。 什麼都想爭頭籌，在內宅與王若弗爭鬥數年不落下風，擅長買通下人，藉此構陷陷害別人。 為了讓墨蘭嫁入梁家不擇手段，認為自己的面子比起家族聲譽更為重要，敗壞盛家名聲，盛老爺忍無可忍後棍刑後關入祠堂，原以為千方百計讓自己女兒墨蘭嫁入梁家後便可有轉機，還等著讓女兒接她出去，可以當梁家公子的岳母，從此風光，後才得知一切原來都是明蘭計畫便瘋了，沒多久病死。 長楓与墨蘭的生母。 居于盛府【林栖阁】。                                                    |
| 刘希媛                  | 卫恕意       | 曾秀清                  | 盛紘侍妾，明蘭生母。 家裡人得病而賣身至盛家換藥錢，後因林噙霜使計難產早逝。 教导明兰：凡事莫要强出头，活着最大。 临终前，吩咐明兰将一对护膝送与顾廷烨，并将绣品「李娘子镇守娘子关」留与明兰。 死後牌位被安置在汴京城外玉清觀，後因顧廷燁允諾，以岳母之禮移入澄園正殿。 |
| 王鶴潤                  | 盛華蘭       | 劉惠雲                  | 盛家大小姐，盛紘與王若弗的嫡長女。由盛老太太教养长大。 蕙質蘭心、賢良淑德。及筓後嫁與忠勤伯府二公子袁文紹為妻，一心為夫婿著想，雖得公公忠勤伯喜歡，但婆婆一直不喜歡她，處處刁難她算計她的嫁妝，華蘭最初只有一女莊姐兒，後來因盛老太太引見好友名醫莊家之女的賀老太太為其調理身子，終生下嫡長子實哥兒。中年時夫婿想開，由明蘭支招給公公娶了一小妾，婆婆沒有空閒再管，生活美好幸福。 跟明蘭一樣同為老太太教養長大，故而是明蘭眾姊姊中唯一會心疼她的人。                                                                         |
| 王仁君 （童年：銀藝）   | 盛長柏       | 李凱傑 （少年：胡家豪） | 盛紘與王若弗的嫡長子，盛家大少爺，字则诚。 學識淵博卻內斂不張揚，是非分明、公正廉潔，疼愛兄弟姊妹卻總是一臉嚴肅。 為了家族興旺可以犧牲自我，是一位如父如兄，隱忍負重的哥哥。 顧廷燁困頓之際唯獨他與明蘭始終不離不棄，即便家中人反對依舊私下與顧廷燁往來。 是少數對於顧廷燁與明蘭婚前和婚後關係的知情者，或多或少也參予了顧廷燁巧娶明蘭的局。 顧廷燁被冤一案，本想說出真相但是被父親和顧廷燁合夥扣在家裡，後被明蘭放出來上開封府遞狀子，但為時已晚。 翰林院编修（科举中第）→禮部→太常寺少卿/正四品→四入内阁三朝拜相（番外）。 |
| 任婉婧                  | 海朝云       | 成瑤孆                  | 盛長柏妻，江宁海家家主的嫡出二小姐。 书香世家，满门清贵，父兄皆在朝为官。 |
|                         | 全哥兒       |                         | 盛家嫡長孫，盛長柏與海朝雲之子。 |
| 張曉謙 （童年：王熠）   | 盛長楓       | 陳灝瑋                  | 盛家二少爺，排行第三。盛紘與林噙霜庶出子。 娶妻柳氏后渐渐步入正途，與墨蘭不同在生母去世後才慢慢明白何為知足。 |
| 未出場                  | 柳氏         |                         | 盛长枫嫡妻，长相平平，父亲与盛纮同窗情谊颇深，对丈夫温柔和顺，促其上进。膝下育有一女。 |
| 施詩 （童年：陶奕希）   | 盛墨蘭       | 詹健兒                  | 盛家四小姐，詳見#主要演員。 |
| 張佳寧 （童年：李蔚兒） | 盛如蘭       | 凌晞                    | 盛家五小姐，詳見#主要演員。 |
| 张露                    | 文炎敬       | 周倚天                  | 盛紘學生，有意將墨蘭許配給他，墨蘭不願意；后与如兰渐生情谊，成为盛家女婿。 |
| 趙麗穎 （童年：刘楚恬） | 盛明蘭       | 陳皓宜                  | 盛家六小姐，詳見#主要演員。 七歲時，于袁盛纳征之日與顧廷燁相識。八歲时，生母被害难产而死，养于盛老太太身边，随哥哥姐姐在书塾学习。 十四歲那年，在盛家私塾與顧廷燁重逢。十五歲及笄之后，被老太太举荐当家理事，在盛家立了自己的院子【暮苍斋】。 十七歲那年，顧廷燁功成名就回來求娶明蘭。十八歲時，首次獲封誥命夫人。十九歲時，有了自己的第一個孩子。 |
| 史艳                    | 房妈妈       | 黃麗芳                  | 盛老太太身边的老妈妈。七歲以前沒吃過一頓飽飯，後所幸入了盛府得老太太重用。 |
| 田泺                    | 茹安(崔妈妈) | 許盈                    | 原盛老太太身边的老妈妈，后调配去照看明兰。 明蘭婚後一起到了【澄園】，後等澄園平靜些了時候便回盛府老太太身邊。 |
| 王梓薇 （童年：何昕芮） | 小桃         | 葉曉欣                  | 詳見#澄園顧家。 |
| 韓燁                    | 丹橘         | 張頌欣                  | 詳見#澄園顧家。 |
| 李媛媛                  | 翠微         | 林元春                  | 詳見#澄園顧家。 |
|                         | 素琴         |                         | 盛老太太身边的女使，因齐衡汗巾帕子丢了被杖责，實遭墨蘭栽贓。 |
|                         | 冬荣         | 周倚天                  | 盛紘身边的随从，經常向林棲閣通風報信。祖上是衙役，故有著獨門杖刑的手藝。 |
| 红花                    | 刘妈妈       | 許盈                    | 王若弗從王家帶來的老妈妈。自幼就跟在王大娘子身邊跟了幾十年，一直謹言慎行用心輔佐忠心不二。后陪同王大娘子回宥阳盛家受罚。 |
| 王艺诺                  | 彩环         |                         | 王若弗身边的得力女使。一直對於比不上劉媽媽來的得心而心有怨懟，后被康姨妈收买，通风报信。 |
| 馬丁                    | 周雪娘       | 謝潔貞                  | 林噙霜的侍女。林噙霜死後受了杖刑瘸了一條腿，依舊留在盛府但日子大不如前。後來因送飯給被關的康姨母，讓盛墨蘭知道祖母被害之事，並且協助康姨母逃出。 |
| 陸妍淇                  | 刘小蝶       | 張頌欣                  | 卫恕意的貼身侍女。聰明伶俐、見義勇為，不甘自家小娘遭受不公平待遇。 後遭構陷而被撵出盛府，明兰成年后，将其母唯一嫁妆交还。并且是林小娘“人命官司”的口供画押证人。 |
| 袁媛                    | 朱楼         |                         | 林噙霜的侍女，后被安排在卫恕意身边。 |
| 张樹蕙                  | 绿萝         |                         | 林噙霜的侍女，后被安排在卫恕意身边。 原为王若弗安排在林噙霜身边之人。 |
|                         | 汗牛         |                         | 盛長柏身边的小厮。 |
|                         | 羊毫         |                         | 盛長柏身边的侍女。曾安排過明蘭與顧廷燁於長柏書房見面。 |
|                         | 狼毫         |                         | 盛長柏身边的侍女。 |
| 吴嘉奕                  | 云栽         |                         | 盛墨蘭的貼身侍女，因墨蘭的醜事，被盛老爺打死。 |
|                         | 露种         |                         | 盛墨蘭的貼身侍女，因墨蘭的醜事，被盛老爺打死。 |
| 曹颖                    | 九儿         |                         | 王若弗身边的二等女使，后明兰当家理事，安插在明兰身边。 明蘭用計讓王若弗安排回身邊，刘妈妈的亲生女儿。 |
|                         | 银杏         |                         | 王若弗身边的二等女使，后明兰当家理事，安插在明兰身边。喜歡顧長柏。 明蘭用計讓王若弗安排回身邊。 |
|                         | 可儿         |                         | 盛長楓身边的侍女，后明兰立院当家理事，林噙霜将人打发到明兰院中，本想借明蘭之手處理此人。 明蘭用計讓王若弗安排回三哥處置。 |
|                         | 媚儿         |                         | 盛長楓身边的侍女，后明兰立院当家理事，林噙霜将人打发到明兰院中。 明蘭用計讓王若弗拿賣身契賣了。 |
| 杨晓彤                  | 关娘子       |                         | 扬州盛府厨房管事。 |
| 刘晴                    | 卫娘子       | 鄭麗麗                  | 卫恕意的妹妹，明兰的姨妈，对其十分怜爱。配合协助明兰查明姐姐被害真相。 |
| 宁晓志                  | 庄学究       | 譚炳文                  | 盛家私塾的先生。 |
| 余南南                  | 孔嬷嬷       | 陸惠玲                  | 盛老太太少时好友，曾在宫中多年。 被盛老太太请来府中做客，实为教习姑娘们数日。 |

#### 宥阳盛家
| 演员   | 角色     | 粵語配音 | 介紹 |
| 未出场 | 盛怀中   |          | 大老太爷。 |
| 朱怀旭 | 大老太太 | 伍秀霞   | 盛维的母亲，盛老太太的老嫂子，於劇中25集逝世。過世前一直思念早逝的女兒盛紓，也怨恨丈夫寵妾滅妻。                                                           |
| 王钢   | 盛维     | 劉昭文   | 宥阳盛家长房长子，盛紘堂兄，商贾世家。 |
| 钱宥佑 | 李氏     | 謝潔貞   | 盛维妻。 |
| 未出場 | 盛紓     |          | 大老太太的女兒，早逝。 |
|        | 盛长松   |          | 盛维长子。 |
| 胡朔宇 | 盛长梧   | 周倚天   | 盛维次子。 |
| 張含韻 | 盛淑蘭   | 羅孔柔   | 宥阳盛家長房嫡女，明蘭堂姐。個性溫柔但可惜所嫁非人，在夫家備受欺侮，之後在明蘭協助下与孙志高和离。第71集，团哥儿满月酒席上，与哥哥妹妹远从宥阳来看望明兰。 |
| 徐悦   | 盛品蘭   | 黃昕瑜   | 宥阳盛家長房嫡次女，明蘭堂姐。性格開朗豪爽，盛家眾姐姐中與明蘭最為投緣。第71集，團哥兒滿月酒席上，與哥哥姊姊遠從宥陽來看望明蘭。                           |
| 夏明浩 | 孙志高   | 劉奕希   | 宥阳秀才，盛淑蘭丈夫。 贪财好色，见利忘义，口頭禪是：「有辱斯文！」                                                                                        |
| 薛媛媛 | 孙母     | 黃麗芳   | 盛淑蘭的婆婆。 尖酸刻薄，唯利是图。 |
|        | 胡二牛   |          | |
|        | 胡桂姐   |          | |
|        | 胡泰生   |          | |

### 顧家

#### 澄園顧家
| 演员                    | 角色                                             | 粵語配音 | 介紹 |
| 馮紹峰 （童年：邊天揚） | 顧廷燁                                           | 蘇強文   | 詳見#主要演員。 |
| 趙麗穎 （童年：劉楚恬） | 盛明蘭                                           | 陳皓宜   | 詳見#主要演員。 |
|                         | 团哥兒（此為小名，小說及電視劇並未提及正式名字） |          | 明蘭與顧廷燁的嫡長子，名字為明蘭所命名，意旨希望有朝一日顧廷燁能回來闔家團聚。 出生於火場，來到這世上的頭一日就歷經凶險。 王若弗曾勸過明蘭跟顧廷燁和離，避免日後團哥兒成了罪臣之子。 滿月酒席上收到齊家（國公府）、余家（太師府）、沈家（國舅府）、張家（國公府）、宥陽盛家等眾人的祝福。 差點被朱曼娘殺死，幸得常嬤嬤搶救。 |
|                         | 圓哥儿及其他兩個兒子                             |          | 顧廷燁與盛明蘭次子、三子跟四子（電視劇沒有提到,小說有提到） 圓哥儿（二子） 但小說番外篇提到，四子（三、四子沒有提到本名）。顧府最小的四子既不學文也不習武，還不肯成婚，走遍大江南北，於三十六歲那年完成的《江山全輿志》，進獻聖上，轟動天下。將兩京一十三省的風土人情，旖旎山河繪錄成冊，文字清雅生動，栩栩如生，使讀者仿若生臨其境，一時洛陽紙貴；其繪圖著色迤邐夢幻，尺度精確，站在四五人寬高的圖前，大好山河彷彿撲面而來，觀圖之人連氣都喘不過來——其中風土篇已掛在乾清宮正堂內壁上，而軍事篇則秘藏於兵部。因被喜好駕船出海東遊的三哥（明蘭三子）搶了先，四子只好西行，沿著當年漢使張騫踏過的古道，以不惑之齡迷住了遙遠西域某國王的獨女，招駙馬順帶繼承王位。 |
| 王梓薇 （童年：何昕芮） | 小桃                                             | 葉曉欣   | 明蘭的貼身侍女，自幼跟在明蘭身边，兩人情同姊妹，至死相隨。 性格純真憨厚，只要有可以吃的，沒見過她說不好。 明蘭婚後一起到了【澄園】，与石头是对欢喜冤家，后得明蘭成全与石头结为夫妻，結局時已有身孕。 |
| 韓燁                    | 丹橘                                             | 張頌欣   | 明蘭的貼身侍女。於衛小娘死後被老太太安排於照看明蘭。 明蘭婚後一起到了【澄園】，明蘭婚後第二年便由她作主讓丹橘脫了賤籍嫁人，夫君為丹橘表兄。 團哥兒滿月酒席上，帶著夫君回來拜謝明蘭。 |
| 李媛媛                  | 翠微                                             | 林元春   | 盛老太太身边的内宅一等女使，后拨与明蘭当家理事，成为【暮蒼齋】主管。 明蘭婚後一起到了【澄園】，之後成了澄園大管家。 |
| 沈驰                    | 石头                                             | 胡家豪   | 顧廷燁身边的小厮，漕幫出身，兄長為漕幫頭目。喜歡小桃，后得明蘭成全与小桃结为夫妻。 |
| 李依曉                  | 朱曼娘                                           | 曾佩儀   | 顧廷燁外室。外表可憐柔弱，實則心機頗深。 她出身貧賤卻以琉璃夫人為終極目標，為了達成夢想不擇手段。 在認識了侯府嫡子顧廷燁並成為其外室後，她壓制自己的本性，從一無所有到進入高門侯府，時刻裝出一副大家閨秀的樣子。 得知老顧侯死後顧廷燁被趕出顧家露出本性，帶走昌哥兒為籌碼離開汴京；孩子病死後被扬州白家网罗，遭小秦氏教唆刺杀顧廷燁不成而被幽禁鄉下。 康王氏被杀事件后，到御前诬告顧廷燁始亂終棄奪女杀子。在顧廷燁出征北上之際，潛入澄園行刺團哥兒，卻被親生女兒蓉姐兒所阻撓，後被常嬤嬤打死。 |
| 叶轩彤 （童年：林夕）   | 顧书蓉 （蓉姐儿）                                | 張頌欣   | 顧廷燁和朱曼娘的女兒。 五歲左右曾跟著顧廷燁四處漂泊尋找弟弟的下落，直到明蘭的建言才送回汴京。 六歲起便交托盛長柏夫婦於海家女塾讀書，九歲起跟著明蘭學習理事。 雖為朱曼娘所生，這些年來也一直思念著母親與弟弟，豈料生母竟狠心對其痛下殺手，在生母死後傷心之際認明蘭為母。 小說番外篇《二月雪》交代長大後嫁予常嬤嬤孫兒常年為妻。 |
| 邓涵予                  | 顧書昌 （昌哥儿）                                |          | 顧廷燁和朱曼娘的儿子。被生母朱曼娘擄走時也就三歲左右，不久後就因病而亡。 |
| 康群智                  | 常嬤嬤                                           | 雷碧娜   | 顧廷燁的乳母，原为白家的老妈妈，待顧廷燁如親子故而被視為半個母親。 打從一開始就看出朱曼娘不是甚麼良配，顧廷燁被趕出家門之際，用計迫使朱曼娘露出馬腳。 顧廷燁從軍期間由她負責照顧蓉姐兒，直到明蘭嫁進來之後便回了揚州老家。後為了明蘭安胎又將她從揚州接來澄園，幫明蘭打理家務。 第二次宫变时，为救团哥儿将朱曼娘打死。 小說裡常嬤嬤膝下有孫女常燕及孫兒常年，常年得明蘭幫助在京中覓得私塾，番外篇《二月雪》交代常年長大後高中進士，仕途得意，並迎娶蓉姐兒為妻。 |
| 张静                    | 小翠                                             | 成瑤孆   | 原甜水巷外宅中常嬤嬤调教的丫头，後被朱曼娘收買破壞了顧廷燁與余家的婚事。 |
| 杨阳                    | 车三娘                                           | 謝潔貞   | 石头的嫂嫂，漕帮头目的娘子，與丈夫一直幫顧廷燁打聽朱曼娘母子的下落，也曾短暫代為照顧蓉姐兒一段日子。 |
|                         | 屠二爺                                           | 雷霆     | 顧廷燁投軍時認識的下屬，後來被留在澄園聽明蘭調遣。盛老太太中毒一事，由他帶人包圍盛家抓住奸細，拷問康家下人。 |
|                         | 劉京力                                           | 陳卓智   | 顧廷燁下屬，負責侯府的警備，顧廷燁出征北上之際，由他領兵聽從明蘭調遣抵抗兵變。 |
| 赵琦                    | 錢凤仙                                           | 曾秀清   | 佃戶之女，在昌哥儿死後，被姑老太太拎來給顧廷燁的妾室，用以添丁衍嗣，實則為小秦氏從千春院買來的細作。 明蘭為避免給顧廷燁添麻煩故而爽快的收下，被顧廷燁安置在水仙閣用以試探明蘭是否會吃醋。 在明蘭坐月子期間下毒暗害明蘭，又在滿月酒席上行刺團哥兒，後被石頭所擒，做為新的罪證押解上殿告狀。 |
| 安维                    | 王五媳妇                                         | 陸惠玲   | 澄園新聘的下人，為人好打抱不平。 |
| 田俊莲                  | 刁妈妈                                           |          | 小秦大娘子派去澄園管事，給明蘭添亂。 明蘭用計派到外莊。 |
| 丛中笑                  | 赖妈妈                                           | 蔡惠萍   | 小秦大娘子派去澄園管事，給明蘭添亂。 明蘭用計派到外莊。 |
| 于京田                  | 花妈妈                                           |          | 顧四嬸派去澄園管事，給明蘭添亂。 明蘭用計派到外莊。 |
|                         | 田妈妈                                           |          | 顧五嬸派去澄園管事，給明蘭添亂。 明蘭用計派到外莊。 |
| 刘梦珂                  | 明月/春月                                        | 羅孔柔   | 小秦大娘子派去澄園管事，給明蘭添亂。因原名跟新主子明蘭相蹱，故被改名為「春月」。 賴媽媽女兒。求明蘭幫要回奴籍，帶著賴媽媽和妹妹如月回鄉。 |
| 周艺华                  | 巴老福                                           |          | 黑山莊管事 |

#### 寧遠侯府顧家
| 演员                    | 角色             | 粵語配音                | 介紹 |
| 李洪濤                  | 顧偃開           | 張炳強                  | 寧遠侯府老顧侯。 当年因亏空官家的银子而被父母逼着休发妻秦氏，娶白氏入门。 因对发妻秦氏的愧疚，对顧廷燁頗有偏见。 长子体弱，次子叛逆放浪，三子玩世不恭。最終因回想起害死白氏和未出生的孩子而愧疚，臨終前被小秦氏阻撓而未能向次子顧廷燁道歉。 |
| 未出场                  | 秦氏             |                         | 东昌侯府秦家女，顧偃開发妻，顧廷煜生母，小秦氏的亡姊。早逝。 因顧家亏空朝廷款项，顧偃開休妻续娶，鬱鬱而亡。 |
| 王靖云                  | 白氏             | 林元春                  | 扬州乌衣巷白府，盐商之女，家中独女，年幼丧母。 顧偃開续弦正妻，顧廷燁生母。 因得悉当年求亲原委，怒火攻心，怀胎八月难产早逝。死後數年顧廷燁功成名就替她爭得诰命。 |
| 王一楠                  | 小秦氏           | 魏惠娥                  | 寧遠侯府老顧侯的第二任续室，东昌侯府秦氏的亲妹妹，顧廷煜姨母、繼母，顧廷燁繼母。 本性非常要強、心氣高傲，表面卻又不得不裝得賢良淑德。為使兒子廷煒承襲爵位而步步為營，處處算計顧廷燁，直至在最後一刻才肯悔悟自己的所作所為。 自幼將顧廷燁哄得天不怕地不怕，目的是希望他不斷闖禍，因而導致父子失和令顧廷燁被逐出家門。 即使後來顧廷燁功成名就回來依舊不肯死心，夥同太后、王家、康家、白家、顧四爺、朱曼娘等，聯手做偽證誣告顧廷燁行兇殺人，縱火毀屍。 最終隨著太后倒台，多年來的處心積慮全部都付諸東流，因心有不甘而將自己關進顧家祠堂並縱火。死前不斷咒罵著顧家還有悔恨自己虛偽的一生，並在最後一刻一頭撞死在祠堂裡葬身火窟。 |
| 高子灃                  | 顧廷煜           | 李錦綸                  | 寧遠侯府大公子。 心思深沉，体弱多病，年幼時被奴僕洗腦白氏是殺害其母的兇手，因此憎恨顧廷燁，處處算計。 直到顧廷燁被逐出家門後，才漸漸看明白了小秦氏的真面目，最終代表顧家向二弟顧廷燁和繼母白氏道歉，臨終前將顧家和妻女託付給顧廷燁。 |
| 杨智迪                  | 邵氏             | 吳羨婷                  | 顧廷煜妻，嫻姐兒的母親。深愛官人，願下輩子與他再做夫妻。 |
| 康嘉燁                  | 嫻姐兒（顧書嫻） |                         | 顧廷煜和邵氏的女兒。是名早慧的孩子，謹記父親臨終的叮囑，時刻關注著生性柔弱的母親，不攙和進小秦娘子與顧廷燁的紛爭中，並和蓉姐交好，一起在明蘭教育下長大。小說結局中提及長大後嫁給梁家伯爵府嫡長孫為妻，視為未來當家主母的接班人。 以電視劇中蓉姐兒跟昌哥兒的姓名為書字輩，推測本名為顧書嫻。 |
| 馮紹峰 （童年：邊天揚） | 顧廷燁           | 蘇強文 （童年：黃積權） | 寧遠侯府二公子，詳見#主要演員。 少时顽劣，化名白烨，于袁盛纳征之日以聘礼为赌。 早先于汴京流连于秦楼楚馆，「风流阵裡急先锋，牡丹花下赵子龙」。 浪蕩到十多歲時，于袁盛纳征之日與長柏、明蘭相識，受其影響後便回頭開始於白鹿洞書院念書。短短六七年便已中舉，甚至一度高中甲榜，卻因兄長在官家耳邊進讒言，導致榜上無名。 在這期間認識朱曼娘更與她生兒育女，被她欺騙七八年之久。 |
|                         | 锥阙             |                         | 顧廷燁少时身边的小厮，后与顧廷燁同时落水，身亡。 |
| 刘哲珲        | 顧廷炜           | 鍾見麟 （童年：林元春） | 寧遠侯府三公子。對爵位並無太大興致，心中所求不過母慈子孝、兄友弟恭，偏偏母親一廂情願強加於他。 即便顧廷燁失蹤也不願襲爵，寧可與母親失和也要請封團哥兒襲爵。 |
| 夏一瑶                  | 朱氏             | 何寶珊                  | 顧廷炜妻。 |
| 杨新鸣                  | 顧四爷           | 葉振聲                  | 顧偃開的弟弟，顧廷燁的叔叔，寻花问柳。 因忌恨顧廷燁不肯幫自己兒子脫罪，故而與小秦氏合謀做偽證誣告顧廷燁。 |
| 崔奕                    | 顧四婶娘         | 林丹鳳                  | 顧家之中，最為衝動好事之人，因而很容易受小秦氏擺布。 |
| 谭希和                  | 顧五爷           | 陳卓智                  | 顧偃開的弟弟，顧廷燁的叔叔，傲慢无礼。 顧廷燁被冤一案，選擇明哲保身不再參與其中，深怕再受牽連。 |
| 王乐乐                  | 顧五婶娘         | 梁少霞                  | 顧家之中，甚有心機之人，看透一切。看出小秦氏只是想利用他人，故而多次置身事外。 |
| 葉子誠                  | 顧廷炳           | 李安邦                  | 寧遠侯府公子，顧四爷之子。此生最大願望，便是讓顧二郎永世不得翻身。 因逆王殘黨一案，只有他的名字在禮單之上因而沒能脫罪，被判刑流放三千里，後又在流判之地與人爭風吃醋而殺人。 |
| 胡元君                  | 顧廷炳妻         |                         | 顧廷炳的妻子。 |
| 劉勉子                  | 顧廷狄           | 張方正                  | 寧遠侯府公子，顧五爷之子。因名字被廷炳從禮單上劃掉，故而逆王殘黨一案得以脫罪。 |
| 陳曦                    | 顧廷狄妻         |                         | 顧廷狄的妻子。 |
| 徐玉兰                  | 姑老太太         | 黃麗芳                  | 顧偃開的三妹妹，顧廷燁的姑姑，為人耿直，因在婆家過得不好，便歸咎於顧廷燁母子。 |
|                         | 紅綃             |                         | 顧廷燁婚前在侯府的通房女使，實際為顧四爺栽贓給他的，在顧廷燁與明蘭婚後被打發。 |
| 赵千紫                  | 向妈妈(吉安)     | 伍秀霞                  | 小秦大娘子身邊的老媽媽。從秦家隨嫁過來的。 |
|                         | 有庆             |                         | 顧廷煜派去跟踪顧廷烨的小厮。 后自请到庄子上务农。 |

### 白家
| 演员   | 角色     | 粵語配音 | 介紹 |
| 未登場 | 白老太公 |          | 白氏之父，顧廷燁外祖父，揚州鹽商。當年獨自一人在外打拼爭下白家偌大家業。 為了替女兒日後的前程著想，花費大把嫁妝將女兒送進侯府，怎料女兒早早便過世。 死前立了遺囑，將白家所有家業全託付給外孫顧廷燁，日後這家業顧廷燁全交給了明蘭。 |
| 未登場 | 白老太太 |          | 白氏之母，顧廷燁外祖母。膝下只有一女，治家頗有手腕，死後內宅全交由白氏一人掌管。 |
| 王靖云 | 白氏     | 林元春   | 詳見#寧遠侯府顧家。 |
| 屠楠   | 白亭预   | 翟耀輝   | 顧廷燁母家堂舅，白家二房长子，多次想殺害顧廷燁以奪取白家遺產。 後與小秦氏合謀共同誣告顧廷燁謀奪白家家產，被利用完之後怕事跡敗露而被殺人滅口。                                                                                      |

### 齊家
| 演员   | 角色     | 粵語配音 | 介紹 |
| 刘丕中 | 齐国公   | 盧國權   | 齊衡之父，曾被邕王扣押。與郡主不同的是，即使並不同意兒子所做的決定，但依舊尊重他的選擇。 |
| 陳瑾   | 平寧郡主 | 黃玉娟   | 襄陽侯獨女，柴皇後人，齊公府主母，自小養在太后跟前個性心高氣傲。在宮變時裝瘋逃過一死，但被棄街受辱而改變性情。 齊衡得功名後欲前去盛家提親卻遲了一步。團哥兒滿月酒時，從自己嫁妝中選了個白玉鎖，托齊衡送去以表過去的歉意。 |
| 朱一龍 | 齊衡     | 李致林   | 齊公府二公子，詳見#主要演員。 |
| 张恒宇 | 嘉成县主 | 成瑤孆   | 邕王唯一的女儿，齊衡第一任妻子。 馬球場上，對齊衡一見鍾情。邕王夫妇因宠爱女儿以及耀武揚威逼朝臣站队，為除去情敵而於元宵燈節强掳荣飞燕，致使其名節受損後自縊身亡，再后逼迫齐家答应婚事。婚后不久，县主於宮變中被殺。       |
| 陈雅斓 | 申和珍   | 陳琴雲   | 申侍郎之女，齊衡第二任妻子，從外地入京不久便嫁齊家，故而對汴京之事所知較少。婚後一直苦於齊衡無法對自己交心。 顧廷燁獲罪之後，與齊衡一塊去找明蘭幫她出謀劃策，經過這些事之後與齊衡的關係漸漸拉近了些。                     |
| 石婧怡 | 申氏女使 | 成瑤孆   | 幫申氏打聽關於齊衡與明蘭的往事。 |
| 王子桀 | 不为     | 張預東   | 齊衡身边的小厮，從小與齊衡一起長大，忠心耿耿，平寧郡主爲其幫助齊衡和明蘭私會之事將其打死。 |

### 贺家
| 演员   | 角色   | 粵語配音 | 介紹 |
| 穆丽燕 | 贺庄氏 | 林丹鳳   | 白石潭贺家庄老太太，盛老太太手帕交。 夫家御医院正，娘家善于妇科之症。                                                   |
| 劉岳   | 賀弘文 | 李鎮然   | 贺老太太嫡孫。医药世家，已独自开堂坐诊。 长辈曾有意撮合于明兰，也曾多次幫助過她，明蘭出嫁後他獨自一人遠赴雲貴地區遊歷。 |
| 颜景瑶 | 曹姨母 | 梁少霞   | 賀弘文姨母。照料賀母有功，使賀家難以割捨。                                                                              |
| 贾媛媛 | 曹锦绣 | 何璐怡   | 賀弘文表妹。苦纏賀表哥，致使賀家與明蘭的婚事延宕難成。                                                                  |

### 袁家
| 演员   | 角色     | 粵語配音 | 介紹 |
| 黃宥明 | 袁文纯   |          | 东京忠勤伯爵府袁家嫡长子，曾代弟袁文绍到扬州盛家送聘礼。                                                         |
| 曹玥瑶 | 袁文纯妻 |          | 东京忠勤伯爵府袁家嫡长媳。                                                                                       |
| 王子銘 | 袁文绍   | 周倚天   | 东京忠勤伯爵府袁家嫡次子。 盛華蘭夫婿，曾下聘礼大雁一对于盛家。 顧廷燁的屬下、連襟，結局時被顧廷燁委派管理馬場。 |
| 王鶴潤 | 盛華蘭   | 劉惠雲   | 詳見#盛家。 |
|        | 庄姐儿   |          | 袁文绍与盛華蘭的女儿。                                                                                           |
|        | 实哥儿   |          | 袁文绍与盛華蘭的儿子                                                                                             |

### 余家
| 演员   | 角色     | 粵語配音 | 介紹 |
| 马彦彬 | 余老太师 |          | 朝中閣老，後告老還鄉。 |
| 冯军   | 余老夫人 | 黃玉娟   | 與盛老太太為故交。 |
|        | 余大人   |          | 余老太师的儿子。 |
| 刘姝辰 | 余方氏   | 黃麗芳   | 余大人的继室。 |
| 鄧莎   | 嫣然     | 林元春   | 余閣老的孫女，余家大姑娘，正房嫡长女。母亲范氏早亡。 性格溫柔賢良，善針線做好茶，明蘭的手帕交，多次為她出手相助。 顧廷燁本有意求娶卻被朱曼娘所破壞，後隨祖父母回老家另嫁他人，夫家姓段。 顧廷燁獲罪後，與夫君遠從許州老家趕來汴京，參加團哥兒的滿月酒席、看望明蘭。 |
| 刘衍辰 | 二郎     | 劉奕希   | 续弦娘子所出，嫡长子。 |
| 趙秦   | 嫣紅     | 黃昕瑜   | 續弦娘子所出，余家三姑娘。性格跋扈囂張，教養甚差。 |

### 梁家
| 演员   | 角色   | 粵語配音 | 介紹 |
| 王思语 | 梁吴氏 | 許盈     | 永昌伯爵府吴大娘子。 喜歡明蘭，想撮合梁晗婚事。 |
| 吴弘   | 梁晗   | 黃啟昌   | 永昌伯爵府嫡幺子，六郎。妾室眾多，但是所有子女皆在未出生前就被墨蘭所害，唯一的女兒也在出生不久後被墨蘭害死。 在得知墨蘭是如何用盡心機嫁進伯爵府，又是如何害死妾室的孩子之後，換掉她身邊的下人並收回給她的一切財物。 |
| 施诗   | 盛墨蘭 | 詹健兒   | 詳見#盛家。 |
| 柏安   | 秋江   | 羅孔柔   | 墨蘭的陪嫁女使。素日被墨蘭苛薄已久，只得從了梁晗，並將墨蘭的所作所為如實告知。 |
|        | 芙蓉   | 何寶珊   | 墨蘭身邊的女使。平日裡與秋江被墨蘭逼著做了不少腌臢事，最終還是將事情都告發出來。 |
|        | 春珂   |          | 梁六郎妾室，曾差點子大難產，雖女兒平安出生，但依舊被墨蘭所害。 |

### 王家
| 演员   | 角色     | 粵語配音 | 介紹 |
| 未出場 | 王祐     |          | 王老太師，户部左侍郎，康王氏與王若弗的父亲。一生功名顯赫，死後配享太廟（原型應為王旦或王曾）。 |
| 赵淑珍 | 王老太太 | 林丹鳳   | 康王氏與王若弗的母亲，华兰、长柏、如兰、康晉的外祖母。 雖年事已高，但畢竟為官眷多年，依舊精明老練，康王氏自小便是因母親的縱容，才導致其有恃無恐。 康王氏被殺一案，雖看出實際上為小秦氏擺弄才導致女兒死亡，但為了王家的前程著想，欲藉此案誣告顧廷燁以換得太后對王家的重用。 |
| 马岩   | 王世平   | 林國雄   | 王若弗的兄長，华兰、长柏、如兰的舅父，任同签书枢密院事。 才能不濟直到中年才回京述職。康王氏被殺之後，本也考慮過是否要息事寧人，但經母親一番点拨，決定藉此事為王家子孫日後的前程搏一把。 最终隨著太后計畫失敗，自己與一干叛臣皆被流放。                                     |
| 刘婉婷 | 王舅母   | 黃麗芳   | 王若弗的嫂嫂，华兰，长柏，如兰的舅母。一直很看不起夫家的兩位妹妹。深知婆母偏心袒护大姑子王若与，但最终未能成功劝阻丈夫。 |

### 康家
| 演员   | 角色   | 粵語配音 | 介紹 |
| 李朵   | 康海丰 | 陳永信   | 康家主君，康王氏夫婿，盛紘的连襟。秘書丞，丁忧期间被参奏罢黜，生性風流，有眾多妾室與庶子女。 |
| 张棪琰 | 王若与 | 黃玉娟   | 康王氏，王家嫡長女，王若弗的姐姐，华兰、长柏、如兰的姨妈。 狠毒勢利，喜歡顛倒是非，利用王若弗，巴结小秦氏，曾多次殘害自家妾室與庶子女。最終還對盛老太太下毒手，意圖借王若弗之手毒殺盛老太太，並打算事成後以此要脅王若弗，然因毒殺失敗被盛家逮住。盛家與王家、康家達成協議欲將其囚入內獄。在入內獄前，被墨蘭使計私自放出，後因受小秦氏挑唆，行刺明蘭失敗，被顧廷燁所殺。 |
| 陆进   | 康晋   | 張方正   | 康大人和康王氏的儿子，於康王氏被殺一案代表康家出面誣告顧廷燁。 |
| 杜伶俐 | 康兆儿 | 羅孔柔   | 康家蘇小娘所生的庶女，明蘭的表妹。顧廷燁外出偵查鹽稅事件時，被康王氏送給明蘭當小妾，明蘭表明不收康王氏的人為妾。因生母與弟妹的性命全在康王氏手上，不肯回康家，還以死相逼。事後由盛家出面被送往宥陽另嫁他人。後為報答明蘭恩情，願隨明蘭殿前告狀申冤。 |
| 林登登 | 祁妈妈 | 蔡惠萍   | 康王氏的陪嫁，祁大管事、祁二管事的母親。 |

### 皇室
| 演员   | 角色             | 粵語配音 | 介紹 |
| 秦焰   | 宋仁宗           | 陳永信   | 長年為立嗣一事而苦惱，後過繼宗室趙宗全為子，立为太子。 |
| 杨青   | 曹皇后（曹太后） | 陸惠玲   | 祖父曹彬是后周太祖郭威时张贵妃的外甥，为北宋开国名将，历宋太祖、宋太宗、宋真宗三朝要职。父曹玘，官至尚书虞部员外郎。弟曹佾，相传是八仙中之曹国舅。 新帝赵宗全登基后，成为太后。為保先帝基業故而反對新帝推行新政，而有意扶持幼皇子趙永繼位以把控朝政。 親信多為御史台、諫院官員，為了阻礙新帝而指使王家上殿前誣告顧廷燁，欲藉此斷了桓王助力。 趁官家病危之際，借兵變之由以入宮避禍為名，將官家親信截殺，但計畫被明蘭與顧廷燁破壞，事情败露之後將罪責全推到劉貴妃頭上。 最終，從一開始就是官家和顧廷燁等人唱的一齣戲，只是為了讓太后死心。大局已定之後帶著趙永離宮別居養老。 |
| 杨雨婷 | 荣妃             | 謝潔貞   | 皇帝寵妃，家族出身泥瓦匠。 为其妹荣飞燕，与邕王夫妇同时向平宁郡主求嫁于齐衡。虽两家皆被平宁郡主所拒，但妹妹却因此被邕王所害，後與兖王合謀發動宮變。 |
| 宁文彤 | 邕王             | 葉振聲   | 嘉成县主之父，宗室中最长，因此官家原有意立其為太子，宮變後全家被兖王所殺。 |
| 谢承颖 | 邕王妃           | 林丹鳳   | 嘉成县主之母，向齊家逼婚。 |
| 王永泉 | 兖王             | 朱子聰   | 小邕王半歲，精明強幹，後在官家立邕王為太子前夕，勾結榮妃發動宮變，失敗後被顧廷燁射殺。 |
| 冯晖   | 赵宗全(宋英宗)   | 招世亮   | 新帝，生父为舒王。其為人不失寬厚，本只想在禹州寧靜度日，卻被逼無奈只好登基為帝。 登基後處處受太后與大臣所掣肘，隨著新朝建立事務繁多性格也日漸多疑，最終落下病痛纏身。 顧廷燁被冤一案，最終因受夠顧廷燁自恃功高，因而下旨罷官奪爵流放兩千里，即使明蘭殿前告狀，也不聞不問。 在聽聞大軍失蹤之後，一病不起。最終從一開始就是官家和顧廷燁等人唱的一齣戲，只是為了讓太后死心。 |
| 涓子   | 沈从英           | 謝潔貞   | 新皇后，趙宗全元配，沈家嫡長女，桓王之母。 個性溫和敦厚，但因弟媳大邹氏舍命相救而心怀愧疚，纵容邹家继而慢待英国公，幸得明兰出谋划策方才解围。 在顾廷烨诬陷一案，唯恐陛下猜忌桓王只得袖手旁观。直到明蘭在殿外跪暈之後，因擔心才將明蘭接進宮裡告知原委。 |
| 霍亚明 | 赵策英(宋神宗)   | 鄧志堅   | 桓王，赵宗全與沈從英之子。胸懷大志，願與顧廷燁一同幹一番事業。 多次遭人行刺皆是顧廷燁所救，兩人是過命的交情，也多次出面替顧廷燁收拾爛攤子。 顧廷燁被冤一案，本想請纓親自受理還他一個清白，但陛下還是下旨降罪顧廷燁。 邊疆告急之時，留守汴京直到顧廷燁與沈從興趕來救駕。 |
| 傅淼   | 刘贵妃           | 鄭麗麗   | 新帝寵妃，趙永生母。經常在陛下面前搬弄是非，巴結太后想藉此立自己的孩子為太子，後忍痛將趙永養於太后膝下。 官家病危之時，指使姊夫馬輝在汴京發動兵變，宮變失敗後，太后將全部罪責推到她頭上。 |
|        | 趙永             |          | 趙宗全與劉貴妃之幼皇子，太后想趁官家病危之際，發動宮變改立幼皇子為帝。最終兵變失敗，隨太后隱居離宮。 |

### 沈家
| 演员   | 角色           | 粵語配音 | 介紹 |
| 延翔   | 沈从兴         | 雷霆     | 國舅爺，沈皇后的弟弟，潛邸成員，桓王的舅舅。 顧廷燁至交，經常帶妹妹一塊去澄園作客，與元配大邹氏感情甚深，在其死後一直鬱鬱寡歡。 為報亡妻之恩，納亡妻之妹為妾，因而寵妾滅妻導致家宅不寧，後得顧侯夫婦幫助，后宅才得以安寧。 在顧廷燁被冤一案，多次出面維護都未果。為避免顧廷燁被流放，邊疆告急之際與耿段將軍等人聯名作保，讓顧廷燁免了流放之刑改為隨軍北上出征。 事實上與顧廷燁等人並未真的領軍出征，只是留在汴京郊外埋伏等待太后等人發動宮變之時，在領軍進城平叛一舉將太后親信一網打盡。 封威北將軍（汴京勤王）。 |
| 焦祺月 | 大邹氏         |          | 沈从兴原配夫人，為救沈皇后身故，留有一子二女。 |
| 王藝潔 | 沈玉珍         | 黃昕瑜   | 沈皇后與沈國舅的妹妹，與明蘭一見如故，夫君為小鄭將軍。顧廷燁獲罪後，與嫂嫂同去團哥兒滿月酒席上看望明蘭。 小說名為沈青萍。 |
| 陳夢希 | 鄒平（小鄒氏） | 何璐怡   | 沈从兴的妾侍，大邹氏的妹妹，因姊姊的犧牲為她換來誥命，成為罕見的有誥命在身的貴妾。恃寵生驕謀害夫婿嫡妻，獲罪後被送往莊子幽禁。 |
| 武笑羽 | 張桂芬         | 曾秀清   | 英國公獨生女，沈从兴继室，將門之女，生性要強。 起初受小秦氏挑唆有意為難明蘭，但在明蘭幫助下修復了與沈國舅的夫妻關係，進而與明蘭成為好友。 後因小邹氏謀害難產，幸得明蘭相助母子平安。為了幫明蘭救顧廷燁，私自帶明蘭進宮面見皇后求情，此後一直陪在明蘭身邊支持她。 |

### 張家
| 演员   | 角色       | 粵語配音 | 介紹 |
| 王永泉 | 英國公     | 朱子聰   | 三朝元老，官家為穩固朝局，下旨令沈國舅迎娶英國公嫡女。 為女兒遇害一事堅持與沈家和離各奔前程，直到沈皇后出面請罪才得以平息。 邊疆告急，由英國公率援軍先行北上支援，後因顧廷燁貪功冒進，兩人隨同大軍失蹤多日。 實際上從一開始就是官家和顧廷燁等人唱的一齣戲，自己則為了替顧廷燁和沈從興掩護真的領軍去了北方，並將太后派在軍中的親信全抓了。 |
| 胡晴云 | 英国公夫人 | 雷碧娜   | 老來得女，故而非常疼惜女兒。為感念明蘭幫助自己女兒一事，彈壓了小秦氏造謠關於明蘭的流言蜚語。 |
| 武笑羽 | 張桂芬     | 曾秀清   | 詳見#沈家。 |
| 田淼   | 樊妈妈     | 蔡惠萍   | 張桂芬身邊的老媽媽。 |

### 內宮/朝廷大臣
| 演员   | 角色   | 粵語配音 | 介紹 |
| 魏劲松 | 李太监 |          | 先皇心腹。一心念著先帝故而厭惡新帝，選擇留在新帝身邊替太后打探消息。宮變失敗後隨同太后離宮別居。 |
| 喆     | 庆云   | 張方正   | 小黄门，帮助明兰逃出皇城，後被顧廷燁保舉成為管事。 |
| 吴雨珏 | 蕊初   | 何璐怡   | 宫女，兗王宮變時自願冒險将兵符和血书帶出皇城求援，途中巧遇明兰便一同逃跑，之後身受重傷，死前將兵符和血书轉托給明兰 |
| 李彦   | 朱太监 | 譚炳文   | 太后身邊心腹。宮變失敗後隨同太后離宮別居。 |
|        | 蘇嬤嬤 |          | 皇后從沈家帶來的老嬤嬤。 |
| 成国栋 | 韩章   | 黃子敬   | 韓相公，當朝宰輔（原型應為韓琦）。 曾依顧廷燁的謀劃用計從太后手中騙回玉璽，後又用先舒王尊親一事想逼太后撤簾還政，但不慎中了太后計謀，雖得了權柄但也失去大半人心。 顧廷燁被冤一案，由他代天子巡案。後被太后借兵禍之由所截，幸得顧廷燁與沈從興即時回京。 |
| 米特   | 段成泳 | 梁偉德   | 段將軍，潛邸成員，桓王一派中年齡最小。 議親前夕遭人誣陷不得已陷在京中，無法南下巡鹽。在顧廷燁被冤時，多次出面維護都未果。 |
| 范哲琛 | 耿介川 | 黃積權   | 耿將軍，潛邸成員，桓王一派中年齡最大。 家中一母老虎，實際上最是心疼官人，即便鬧上文德殿也要阻止官人南下涉險。在顧廷燁被冤時，多次出面維護都未果。 |
| 孙征宇 | 谢将军 | 陳卓智   | 顧廷燁投軍時的上司，為人自私自利。 |
|        | 申國濤 |          | 齊衡岳丈，尚書列曹侍郎。太后親信，多次在陛下面前搬弄是非，打擊桓王一派。 |
| 董照   | 赵太医 | 黃子敬   | 專治婦科，醫術精湛，張大娘子難產、盛老太太中毒皆是請他診治。 因為被小邹氏扣留而延誤診治，幸得明蘭即時搶回，張娘子才得以平安生產。 盛老太太病重昏迷之時，得明蘭協助查出盛老太太所中之毒。                                                               |
|        | 馬輝   |          | 劉貴妃姊夫，顧廷燁獲罪後由他接任殿前司都指揮使，在官家病危之際，發動兵變。 |

### 其他演員
| 演员   | 角色   | 粵語配音 | 介紹 |
| 李若寧 | 魏行首 | 廖杏茵   | 廣雲台行首，顧廷燁的紅顏知己。曾經跟余嫣然請教過針線活，是首位能夠令明蘭吃顧廷燁醋的女子。 太后在汴京城發動兵變之際，替自己贖了身隨同杜秀才出城避禍。 |
| 张欣源 | 芸娘   |          | 绮云楼的花魁娘子。 |
| 郝爽   | 荣飞燕 |          | 荣妃的妹妹。馬球場上，對齊衡一見鍾情。 于上元花灯会被邕王绑架，後棄於大街，后因名節受損自缢而亡。                                                     |
| 高海鹏 | 张郎中 | 張炳強   | 衛恕意懷孕時看診的郎中，事後告知明蘭當日發生的事，明蘭從而得出衛小娘真正死因。                                                                        |
| 李宝安 | 刘知州 |          | 扬州知州 |
| 何苗   | 刘娘子 |          | |
| 刘东旭 | 邱可立 |          | 邱大人的儿子，曾與盛長楓在樊樓一同妄言官家立儲之事。                                                                                                  |
| 井露   | 陆妈妈 |          | |

## 電視劇歌曲

### 中國大陸
| 曲序 | 曲目                 |                | 作曲   | 编曲   | 製作人     | 演唱           | 时长 |
| ---- | -------------------- | -------------- | ------ | ------ | ---------- | -------------- | ---- |
| 1.   | 知否知否（主题曲）   | 李清照、張靖怡 | 劉炫豆 | 劉炫豆 | 劉靖、楊宇 | 胡夏、郁可唯   | 4:36 |
| 2.   | 当歌（插曲）         | 張靖怡         | 劉炫豆 | 劉炫豆 | 劉靖、楊宇 | 叶炫清         | 3:50 |
| 3.   | 换（插曲）           | 張靖怡         | 劉炫豆 | 劉炫豆 | 劉靖、楊宇 | 金玟岐         | 3:27 |
| 4.   | 如梦令（插曲）       | 李清照、張靖怡 | 孟可   | 呂亮   |            | 许艺娜         | 3:00 |
| 5.   | 只问你肯不肯（插曲） | 張靖怡         | 劉炫豆 | 刘炫豆 | 劉靖、楊宇 | 胡夏           | 4:16 |
| 6.   | 知否知否（女聲版）   | 李清照、張靖怡 | 劉炫豆 | 劉炫豆 | 劉靖、楊宇 | 郁可唯         | 4:36 |
| 7.   | 知否知否（男聲版）   | 李清照、張靖怡 | 劉炫豆 | 劉炫豆 | 劉靖、楊宇 | 胡夏           | 4:36 |
| 8.   | 知否知否（片尾曲）   | 李清照、張靖怡 | 劉炫豆 | 劉炫豆 | 劉靖、楊宇 | 赵丽颖、冯绍峰 | 4:36 |

### 香港
| 曲序 | 曲目                 |        | 作曲   | 演唱           |
| ---- | -------------------- | ------ | ------ | -------------- |
| 1.   | 你知不知道（主题曲） | 張美賢 | 張家誠 | 古家峯、戴祖儀 |

## 製作與宣傳
- 該劇剧本是由曾璐和吴桐两位编剧共同创作，而两位编剧及导演张开宙正是《战长沙》的原班制作团队。
- 2017年3月13日，正午阳光影业赴港参加第21届香港国际影视展，并在展览会上公布了第二张概念海报和制作团队。[4]
- 2017年4月，进入前期筹备阶段。
- 2017年5月28日，剧方首次公布主演名单，女主角盛明兰由赵丽颖出演。[5]
- 2017年6月20日，剧方公布男主角顾廷烨由冯绍峰出演。[6]
- 2017年8月8日，公布了9位主演名单，并宣布前期筹备工作接近尾声。[7]
- 2017年9月6日，在横店开机，并在当天公布了王氏和盛华兰的扮演者。[8]
- 2017年10月13日，片方公布男女主演首款定妆海报。[9]
- 2017年10月26日，片方首次曝光90秒片花。[10]
- 2017年10月，該劇片花出現在2018年湖南衛視招商大會上，播出劇場為金鷹獨播劇場。
- 2017年11月14日，片方再次公布了一组主要角色花絮照。[11]
- 2018年2月15日，片方曝光一支由劇中演員一人一句吉祥話的拜年視頻。[12]
- 2018年4月1日，全劇組正式殺青，拍攝共歷時208天。[13]
- 2018年4月26日，官方微博曝光首版正式片花。[14]
- 2018年12月20日，官方微博曝光“琴瑟版”片花，並正式定檔於12月25日播出。[15][16]
- 2018年12月22日，主題曲《知否知否》於各大音樂平台上線，由胡夏與郁可唯共同合唱。[17]
- 2018年12月23日，主題曲《知否知否》MV正式上線，背景音樂為趙麗穎與馮紹峰演唱的版本，但該版本未釋出正式音源。[18]
- 2018年12月24日，官方微博發布終極片花。[19]
- 2018年12月25日，官方微博發布先導預告片[20]，並在北京舉行開播發佈會。

## 收視率

### 中國大陸
1. 首播當日，全国网收视率同时段上星综合组第1，第一集收视率0.48，份额1.72%，第二集涨幅较大，收视率0.68，份额3.3%，到达率2.68%，较前一日2.23%上涨。首日吸引的主要是24-33岁轻熟奋斗期人群以及34-44岁养育儿童期人群。[21]
2. 播出第二日，全國網收視同时段上星综合组第1，所有央卫视第5，前一集收視率0.57，份額2.02%，后一集收視率0.69，份額3.3%。[22]
3. 大結局前夕及大結局前後篇，55城收視率破2，大結局當日，全國網收視破2，雙網均創下金鹰独播剧场近一年以来的收视最高值，同样也是《楚乔传》后的收视最高值。

| 中国大陆 湖南卫视 首播收视率 |                |                                                  |                                                  |                                                  |                                                  |                                                  |                                                  |                                                  |                                                  |                                                  | |
| 集數                         | 播出日期       | CSM52/55                                         | CSM52/55                                         | CSM52/55                                         | CSM全国网                                        | CSM全国网                                        | CSM全国网                                        | CSM16省网                                        | CSM16省网                                        | CSM16省网                                        | 備註                                                                                                   |
| 集數                         | 播出日期       | 收視率                                           | 收視份額                                         | 排名                                             | 收視率                                           | 收視份額                                         | 排名                                             | 收視率                                           | 收視份額                                         | 排名                                             | 備註                                                                                                   |
| 1-2                          | 2018年12月25日 | 0.608                                            | 2.389                                            | 9                                                | 0.59                                             | 2.47                                             | 4                                                | 0.574                                            | 2.156                                            | 3                                                | |
| 3-4                          | 2018年12月26日 | 0.751                                            | 2.926                                            | 7                                                | 0.63                                             | 2.62                                             | 5                                                | —                                                | —                                                | —                                                | CCTV-8《奔騰歲月》完結，《姥姥的餃子館》同日開播                                                       |
| 5-6                          | 2018年12月27日 | 0.71                                             | 2.709                                            | 8                                                | 0.65                                             | 2.68                                             | 3                                                | 0.613                                            | 2.234                                            | 3                                                | 浙江、安徽《外滩钟声》完結                                                                             |
| 7-8                          | 2018年12月28日 | 0.737                                            | 2.792                                            | 7                                                | 0.68                                             | 2.75                                             | 3                                                | 0.635                                            | 2.271                                            | 3                                                | 浙江《格子間女人》開播                                                                                 |
| 9                            | 2018年12月29日 | 0.549                                            | 1.841                                            | 6                                                | 0.61                                             | 2.04                                             | 3                                                | 0.652                                            | 1.924                                            | 2                                                | |
| 10                           | 2018年12月30日 | 0.72                                             | 2.394                                            | 5                                                | 0.83                                             | 2.74                                             | 2                                                | 0.789                                            | 2.305                                            | 1                                                | |
| 11-12                        | 2019年1月1日   | 0.932                                            | 3.241                                            | 4                                                | 0.81                                             | 3.08                                             | 2                                                | 0.781                                            | 2.633                                            | 2                                                | |
| 13-14                        | 2019年1月2日   | 1.003                                            | 3.754                                            | 3                                                | 0.77                                             | 3.16                                             | 2                                                | 0.701                                            | 2.522                                            | 3                                                | |
| 15-16                        | 2019年1月3日   | 0.981                                            | 3.673                                            | 3                                                | 0.88                                             | 3.56                                             | 2                                                | 0.742                                            | 2.625                                            | 2                                                | |
| 17                           | 2019年1月4日   | 0.599                                            | 2.056                                            | 7                                                | 0.54                                             | 1.82                                             | 5                                                | —                                                | —                                                | —                                                | 北京、東方《大江大河》完結                                                                             |
| 18                           | 2019年1月5日   | 0.662                                            | 2.253                                            | 6                                                | 0.71                                             | 2.37                                             | 2                                                | —                                                | —                                                | —                                                | 北京、東方《幕後之王》開播                                                                             |
| 19-20                        | 2019年1月6日   | 0.995                                            | 3.492                                            | 2                                                | 0.77                                             | 2.87                                             | 2                                                | —                                                | —                                                | —                                                | |
| 21-22                        | 2019年1月7日   | 1.146                                            | 4.186                                            | 2                                                | 0.87                                             | 3.39                                             | 2                                                | 0.779                                            | 2.674                                            | 12                                               | 江苏《江河水》完結                                                                                     |
| 23-24                        | 2019年1月8日   | 1.045                                            | 3.892                                            | 2                                                | 0.99                                             | 3.94                                             | 2                                                | 0.811                                            | 2.859                                            | 1                                                | CCTV-1《大浦東》完結                                                                                   |
| 25-26                        | 2019年1月9日   | 1.102                                            | 4.059                                            | 3                                                | 0.92                                             | 3.51                                             | 2                                                | 0.752                                            | 2.564                                            | 1                                                | CCTV-1《启航》開播 CCTV-8《姥姥的餃子館》、浙江《格子間女人》完結 55城不含電影收視排名第2，省級衛視第1 |
| 27-28                        | 2019年1月10日  | 1.14                                             | 4.239                                            | 1                                                | 1.12                                             | 4.43                                             | 2                                                | 1.098                                            | 3.901                                            | 1                                                | CCTV-8《星火云雾街》、江苏、浙江《天衣無縫》開播 全国网城域收视率1.42，份额5.58                        |
| 29                           | 2019年1月11日  | 0.715                                            | 2.508                                            | 5                                                | 0.75                                             | 2.62                                             | 2                                                | 0.718                                            | 2.217                                            | 1                                                | |
| 30                           | 2019年1月12日  | 0.876                                            | 2.981                                            | 2                                                | 0.93                                             | 3.19                                             | 2                                                | 0.931                                            | 2.796                                            | 1                                                | 全国网城域收视率1.15，份额4.16                                                                         |
| 31-32                        | 2019年1月13日  | 1.211                                            | 4.381                                            | 1                                                | 1.14                                             | 4.34                                             | 2                                                | —                                                | —                                                | —                                                | |
| 33-34                        | 2019年1月14日  | 1.419                                            | 5.256                                            | 1                                                | 1.36                                             | 5.25                                             | 2                                                | 1.316                                            | 4.57                                             | 1                                                | |
| 35-36                        | 2019年1月15日  | 1.536                                            | 5.63                                             | 1                                                | 1.52                                             | 5.9                                              | 1                                                | 1.275                                            | 4.468                                            | 1                                                | |
| 37-38                        | 2019年1月16日  | 1.568                                            | 5.608                                            | 1                                                | 1.49                                             | 5.61                                             | 2                                                | —                                                | —                                                | —                                                | |
| 39-40                        | 2019年1月17日  | 1.552                                            | 5.705                                            | 1                                                | 1.43                                             | 5.48                                             | 2                                                | —                                                | —                                                | —                                                | [ 23 ]                                                                                                 |
| 41                           | 2019年1月18日  | 1.105                                            | 3.903                                            | 1                                                | 1.05                                             | 3.66                                             | 2                                                | 0.958                                            | 2.931                                            | 1                                                | |
| 42                           | 2019年1月19日  | 1.251                                            | 4.269                                            | 1                                                | 1.33                                             | 4.64                                             | 2                                                | 1.322                                            | 4.05                                             | 1                                                | |
| 43-44                        | 2019年1月20日  | 1.549                                            | 5.321                                            | 1                                                | 1.51                                             | 5.41                                             | 2                                                | 1.351                                            | 4.356                                            | 1                                                | |
| 45-46                        | 2019年1月21日  | 1.803                                            | 6.604                                            | 1                                                | 1.68                                             | 6.37                                             | 1                                                | —                                                | —                                                | —                                                | CCTV-8《星火云雾街》完結，《上将洪学智》同日開播                                                       |
| 47-48                        | 2019年1月22日  | 1.67                                             | 5.943                                            | 1                                                | 1.49                                             | 5.53                                             | 1                                                | —                                                | —                                                | —                                                | |
| 49-50                        | 2019年1月23日  | 1.739                                            | 6.323                                            | 1                                                | 1.69                                             | 6.42                                             | 1                                                | —                                                | —                                                | —                                                | |
| 51-52                        | 2019年1月24日  | 1.61                                             | 5.817                                            | 1                                                | 1.58                                             | 5.89                                             | 1                                                | —                                                | —                                                | —                                                | |
| 53                           | 2019年1月25日  | 0.864                                            | 3.068                                            | 5                                                | 0.87                                             | 3.07                                             | 2                                                | 0.821                                            | 2.584                                            | 1                                                | 全国网城域收视率1.02，份额3.91                                                                         |
| 54                           | 2019年1月26日  | 1.146                                            | 4.031                                            | 1                                                | 1.06                                             | 3.74                                             | 2                                                | 1.011                                            | 3.159                                            | 1                                                | |
| 55-56                        | 2019年1月27日  | 1.505                                            | 5.317                                            | 1                                                | 1.43                                             | 5.22                                             | 1                                                | 1.288                                            | 4.264                                            | 1                                                | |
| 57-58                        | 2019年1月28日  | 1.751                                            | 6.312                                            | 1                                                | 1.62                                             | 5.9                                              | 1                                                | 1.468                                            | 4.901                                            | 1                                                | |
| 不適用                       | 2019年1月29日  | 因直播《2019湖南卫视春节联欢晚会》，本劇暫停播映 | 因直播《2019湖南卫视春节联欢晚会》，本劇暫停播映 | 因直播《2019湖南卫视春节联欢晚会》，本劇暫停播映 | 因直播《2019湖南卫视春节联欢晚会》，本劇暫停播映 | 因直播《2019湖南卫视春节联欢晚会》，本劇暫停播映 | 因直播《2019湖南卫视春节联欢晚会》，本劇暫停播映 | 因直播《2019湖南卫视春节联欢晚会》，本劇暫停播映 | 因直播《2019湖南卫视春节联欢晚会》，本劇暫停播映 | 因直播《2019湖南卫视春节联欢晚会》，本劇暫停播映 | 北京、東方《幕後之王》完結                                                                             |
| 59-60                        | 2019年1月30日  | 1.791                                            | 6.423                                            | 1                                                | 1.67                                             | 6.12                                             | 1                                                | 1.49                                             | 4.984                                            | 1                                                | 北京《天下无诈》、東方《我的亲爹和后爸》開播                                                           |
| 61-62                        | 2019年1月31日  | 1.722                                            | 6.179                                            | 1                                                | 1.69                                             | 6.12                                             | 1                                                | 1.637                                            | 5.308                                            | 1                                                | CCTV-8《上将洪学智》完結，《暖暖的幸福》同日開播 CCTV-1《启航》完結                                    |
| 63                           | 2019年2月1日   | 0.985                                            | 3.542                                            | 2                                                | 0.92                                             | 3.41                                             | 1                                                | 0.784                                            | 2.508                                            | 2                                                | CCTV-1劇場停播，同時段改播綜藝節目                                                                     |
| 64                           | 2019年2月2日   | 1.303                                            | 4.552                                            | 1                                                | 1.37                                             | 4.89                                             | 1                                                | 1.25                                             | 3.973                                            | 1                                                | |
| 65-66                        | 2019年2月3日   | 1.689                                            | 5.811                                            | 1                                                | 1.68                                             | 5.87                                             | 1                                                | 1.527                                            | 4.865                                            | 1                                                | 江苏、浙江《天衣無縫》完結 全国网城域收视率2.05，份额7.29                                              |
| 67                           | 2019年2月4日   | 0.881                                            | 2.973                                            | 1                                                | 1.2                                              | 3.68                                             | 1                                                | 1.262                                            | 3.435                                            | 1                                                | |
| 68-69                        | 2019年2月6日   | 1.395                                            | 5.515                                            | 1                                                | 1.46                                             | 5.72                                             | 1                                                | —                                                | —                                                | —                                                | 江苏、浙江《国宝奇旅》開播 全国网城域收视率1.64，份额6.86                                              |
| 70-71                        | 2019年2月7日   | 1.482                                            | 5.729                                            | 1                                                | 1.7                                              | 6.49                                             | 1                                                | —                                                | —                                                | —                                                | |
| 72                           | 2019年2月8日   | 1.224                                            | 4.509                                            | 1                                                | 1.34                                             | 4.96                                             | 1                                                | —                                                | —                                                | —                                                | |
| 73                           | 2019年2月9日   | 1.374                                            | 4.96                                             | 1                                                | 1.35                                             | 4.78                                             | 1                                                | —                                                | —                                                | —                                                | |
| 74                           | 2019年2月10日  | 1.426                                            | 4.988                                            | 1                                                | 1.42                                             | 4.91                                             | 1                                                | —                                                | —                                                | —                                                | [ 24 ]                                                                                                 |
| 75-76                        | 2019年2月11日  | 2.061                                            | 7.336                                            | 1                                                | 1.62                                             | 5.93                                             | 1                                                | 1.573                                            | 5.194                                            | 1                                                | |
| 77                           | 2019年2月12日  | 2.252                                            | 7.495                                            | 1                                                | 1.99                                             | 6.68                                             | 1                                                | 1.738                                            | 5.263                                            | 1                                                | CCTV-8《暖暖的幸福》完結，《刘家媳妇》同日開播                                                         |
| 78                           | 2019年2月13日  | 2.211                                            | 7.302                                            | 1                                                | 2.03                                             | 6.71                                             | 1                                                | 1.847                                            | 5.515                                            | 1                                                | 全国网城域收视率2.57，份额8.82                                                                         |
| 平均收視                     | 平均收視       | 1.288                                            | 4.67                                             | 不適用                                           | 1.22                                             | 4.54                                             | 不適用                                           |                                                  |                                                  | 不適用                                           | |

1. 同时段或交叉时段主要节目：
  - CCTV-1：《大浦東》／《啟航》
  - CCTV-8：《奔騰歲月》／《姥姥的餃子館》／《星火云雾街》／《上将洪学智》／《暖暖的幸福》／《刘家媳妇》
  - 北京：《大江大河》／《幕後之王》／《天下无诈》
  - 東方：《大江大河》／《幕後之王》／《我的亲爹和后爸》
  - 浙江：《外灘鐘聲》（與安徽聯播）／《格子間女人》／《天衣無縫》／《国宝奇旅》
  - 江苏：《江河水》／《天衣無縫》／《国宝奇旅》
2. 数据由广视索福瑞提供，调查范围为四岁以上之观众。
3. 以上收视排名包括央视在内，16省网排名不含央视。
4. 收視最低的集數以藍色表示，收視最高的集數以紅色表示
5. 自2019年1月1日起，城市组新增丹东、蚌埠、泸州测量仪数据，CSM52变更为CSM55
6. 资料来源：卫视这些事儿、TV未知数、数据狮、卫视走光了

### 香港
本劇於香港無綫電視翡翠台及myTV SUPER7日跨平台總收視之紀錄：
| 週次 | 集數    | 日期                    | 收視率  | 備註   |
| 1    | 1-5     | 2019年6月24日-6月28日   | 14.9點  |        |
| 2    | 6-10    | 2019年7月1日-7月5日     | 13.3點  |        |
| 3    | 11-15   | 2019年7月8日-7月12日    | 13.8點  |        |
| 5    | 21-25   | 2019年7月22日-7月26日   | 12.2點  |        |
| 6    | 26-30   | 2019年7月29日-8月2日    | 13.8點  |        |
| 7    | 31-35   | 2019年8月5日-8月9日     | 12.2點  |        |
| 8    | 36-40   | 2019年8月12日-8月16日   | 12.4點  | [ 25 ] |
| 12   | 56-60   | 2019年9月9日-9月13日    | 12.9點  | [ 26 ] |
| 13   | 61-65   | 2019年9月16日-9月20日   | 13.5點  | [ 27 ] |
| 14   | 66-70   | 2019年9月23日-9月27日   | 13.5點  | [ 28 ] |
| 15   | 71-75   | 2019年9月30日-10月4日   | 14.3點  | [ 29 ] |
| 16   | 76-80   | 2019年10月7日-10月11日  | 14.5點  | [ 30 ] |
| 17   | 81-85   | 2019年10月14日-10月18日 | 12.8點  | [ 31 ] |
| 18   | 86-90   | 2019年10月21日-10月25日 | 14.8點  | [ 32 ] |
| 19   | 91-95   | 2019年10月28日-11月1日  | 14.0點  | [ 33 ] |
| 20   | 96-100  | 2019年11月4日-11月8日   | 13.8點  | [ 34 ] |
| 21   | 101-105 | 2019年11月11日-11月15日 | 16.0點  | [ 35 ] |
| 22   | 106-110 | 2019年11月18日-11月22日 | 14.5點  | [ 36 ] |
| 23   | 111-115 | 2019年11月25日-11月29日 | 13.4點  | [ 37 ] |
| 24   | 116-120 | 2019年12月2日-12月6日   | 15.0點  | [ 38 ] |
| 全劇 | 全劇    | 全劇                    | 13.78點 |        |

### 澳門
本劇於澳門TVB Anywhere總收視之紀錄：
| 週次 | 集數    | 日期                    | 收視率  | 備註   |
| 1    | 1-5     | 2019年6月24日-6月28日   | 10.3點  |        |
| 2    | 6-10    | 2019年7月1日-7月5日     | 9.3點   |        |
| 3    | 11-15   | 2019年7月8日-7月12日    | 9.4點   |        |
| 5    | 21-25   | 2019年7月22日-7月26日   | 8.7點   |        |
| 8    | 36-40   | 2019年8月12日-8月16日   | 8.7點   | [ 25 ] |
| 12   | 56-60   | 2019年9月9日-9月13日    | 9.2點   | [ 26 ] |
| 13   | 61-65   | 2019年9月16日-9月20日   | 9.5點   | [ 27 ] |
| 14   | 66-70   | 2019年9月23日-9月27日   | 9.3點   | [ 28 ] |
| 15   | 71-75   | 2019年9月30日-10月4日   | 9.5點   | [ 29 ] |
| 16   | 76-80   | 2019年10月7日-10月11日  | 10.1點  | [ 30 ] |
| 17   | 81-85   | 2019年10月14日-10月18日 | 9.2點   | [ 31 ] |
| 18   | 86-90   | 2019年10月21日-10月25日 | 10.2點  | [ 32 ] |
| 19   | 91-95   | 2019年10月28日-11月1日  | 9.4點   | [ 33 ] |
| 20   | 96-100  | 2019年11月4日-11月8日   | 9.4點   | [ 34 ] |
| 21   | 101-105 | 2019年11月11日-11月15日 | 11.1點  | [ 35 ] |
| 22   | 106-110 | 2019年11月18日-11月22日 | 10.1點  | [ 36 ] |
| 23   | 111-115 | 2019年11月25日-11月29日 | 8.9點   | [ 37 ] |
| 24   | 116-120 | 2019年12月2日-12月6日   | 10.1點  | [ 38 ] |
| 全劇 | 全劇    | 全劇                    | 10.06點 |        |

## 网络播放量
- 自2019年1月18日起，优酷宣布关闭前台播放量显示，故此后只统计腾讯视频播放量。

| 日期           | 总播放量 | 腾讯  | 优酷   |
| -------------- | -------- | ----- | ------ |
| 2018年12月25日 | 1.3亿    | 1.0亿 | 3107万 |
| 2018年12月26日 | 1.2亿    | 1.0亿 | 1755万 |
| 2018年12月27日 | 1.3亿    | 1.1亿 | 2000万 |
| 2018年12月28日 | 1.3亿    | 1.2亿 | 2185万 |
| 2018年12月29日 | 1.5亿    | 1.2亿 | 2622万 |
| 2018年12月30日 | 1.6亿    | 1.3亿 | 2479万 |
| 2018年12月31日 | 1.3亿    | 1.0亿 | 2426万 |

## 獎項與榮譽
| 年度   | 頒獎典禮                 | 獎項                     | 獲獎者     | 結果 |
| 2019年 | 第25屆上海電視節白玉蘭獎 | 最佳中國電視劇           | 不適用     | 提名 |
| 2019年 | 第25屆上海電視節白玉蘭獎 | 最佳美術                 | 不適用     | 提名 |
| 2019年 | 第25屆上海電視節白玉蘭獎 | 最佳編劇(改編)           | 曾璐、吳桐 | 提名 |
| 2019年 | 第25屆上海電視節白玉蘭獎 | 最佳導演                 | 張開宙     | 提名 |
| 2019年 | 第25屆上海電視節白玉蘭獎 | 最佳女主角               | 趙麗穎     | 提名 |
| 2019年 | 第25屆上海電視節白玉蘭獎 | 最佳男配角               | 朱一龍     | 提名 |
| 2019年 | 第25屆上海電視節白玉蘭獎 | 最佳女配角               | 劉琳       | 提名 |
| 2020年 | 第30屆中国電視金鹰獎     | 优秀電視劇               | 不適用     | 獲獎 |
| 2020年 | 第30屆中国電視金鹰獎     | 最佳摄影                 | 季佰超     | 提名 |
| 2020年 | 第30屆中国電視金鹰獎     | 最佳音乐（原创主题歌曲） | 知否知否   | 提名 |
| 2020年 | 第30屆中国電視金鹰獎     | 观众喜爱的男演员         | 朱一龍     | 提名 |
| 2020年 | 第30屆中国電視金鹰獎     | 观众喜爱的女演员         | 趙麗穎     | 獲獎 |
| 2020年 | 第30屆中国電視金鹰獎     | 最佳女主角               | 趙麗穎     | 提名 |

## 軼事
- 在該劇上檔同時，同為東陽正午陽光影視有限公司出品的電視劇《大江大河》正在北京衛視和東方衛視熱播中，這是繼2015年湖南衛視《偽裝者》和北京衛視、東方衛視《瑯琊榜》之後，再次有幾家電視台同時播出正午陽光製作的電視劇。
- 男女主角馮紹峰、趙麗穎在劇中飾演夫妻，在現實中也曾是夫妻。（兩人已於2021年離婚）[39]
- 此劇是朱一龍、李依曉及張含韻繼《新蕭十一郎》後再度合作。
- 此劇是李依曉及趙麗穎繼《陸貞傳奇》後再度合作。
- 此劇是李依曉及王鶴潤繼《扶搖》後再度合作。
- 劇中演員王永泉一人分飾兩角，分別是兗王以及英國公。
- 剧中饰演盛纮四个女儿的演员实际年龄从长至幼依次为：赵丽颖、张佳宁、施诗、王鹤润，与剧中她们所扮演的角色年龄长幼顺序完全颠倒——剧中盛家大女儿盛华兰由年纪最小的王鹤润扮演，四姑娘盛墨兰由施诗扮演，五姑娘盛如兰由张佳宁扮演，最小的六姑娘盛明兰则是由年龄最长的赵丽颖扮演。
- 选角团队CD HOME（选角导演王海龙）是正午阳光多次合作的“御用”选角团队，本剧中CD HOME也尝试了剧集制作相关工作。

## 原著小說

### 中國大陸
| 出版日期   | 書名                                                    | 作者     | 出版社         | ISBN               |
| 2013年10月 | 《庶女·明兰传1》                                        | 关心则乱 | 湖南人民出版社 | ISBN 9787543897625 |
| 2017年1月  | 《海棠依旧：知否？知否？应是绿肥红瘦（壹）》            | 关心则乱 | 中国电影出版社 | ISBN 9787106044473 |
| 2017年1月  | 《海棠依旧：知否？知否？应是绿肥红瘦（贰）》            | 关心则乱 | 中国电影出版社 | ISBN 9787106044480 |
| 2017年1月  | 《海棠依旧：知否？知否？应是绿肥红瘦（叁）》            | 关心则乱 | 中国电影出版社 | ISBN 9787106044497 |
| 2017年3月  | 《海棠依旧：知否？知否？应是绿肥红瘦（肆）》            | 关心则乱 | 中国电影出版社 | ISBN 9787106044503 |
| 2017年4月  | 《海棠依旧：知否？知否？应是绿肥红瘦（伍）》            | 关心则乱 | 中国电影出版社 | ISBN 9787106044510 |
| 2017年4月  | 《海棠依旧：知否？知否？应是绿肥红瘦（陆）》            | 关心则乱 | 中国电影出版社 | ISBN 9787106044527 |
| 2018年4月  | 《知否知否应是绿肥红瘦 1：盛府明兰（典藏纪念版）》      | 关心则乱 | 中國華僑出版社 | ISBN 9787511373335 |
| 2018年4月  | 《知否知否应是绿肥红瘦 2：十年闺阁（典藏紀念版）》      | 关心则乱 | 中國華僑出版社 | ISBN 9787511373342 |
| 2018年8月  | 《知否知否应是绿肥红瘦 3：初入侯门（典藏紀念版）》      | 关心则乱 | 中國華僑出版社 | ISBN 9787511376619 |
| 2018年8月  | 《知否知否应是绿肥红瘦 4：风雨欲来（典藏紀念版）》      | 关心则乱 | 中國華僑出版社 | ISBN 9787511377289 |
| 2019年1月  | 《知否知否应是绿肥红瘦 5：人非草木（典藏紀念版）》      | 关心则乱 | 中國華僑出版社 | ISBN 9787511377319 |
| 2019年1月  | 《知否知否应是绿肥红瘦 大结局：海棠依旧（典藏紀念版）》 | 关心则乱 | 中國華僑出版社 | ISBN 9787511377470 |

### 臺灣
| 出版日期      | 書名                                                                       | 作者     | 出版社   | ISBN               |
| 2012年2月3日  | 《海棠依舊：知否？知否？應是綠肥紅瘦 卷一 故園今日海棠開，只有名花苦幽獨》 | 關心則亂 | 三采文化 | ISBN 9789862296103 |
| 2012年3月30日 | 《海棠依舊：知否？知否？應是綠肥紅瘦 卷二 一從梅粉褪殘妝，塗抹新紅上海棠》 | 關心則亂 | 三采文化 | ISBN 9789862296363 |
| 2012年5月4日  | 《海棠依舊：知否？知否？應是綠肥紅瘦 卷三 海棠不惜胭脂色，不待金屋薦華堂》 | 關心則亂 | 三采文化 | ISBN 9789862296776 |
| 2012年6月1日  | 《海棠依舊：知否？知否？應是綠肥紅瘦 卷四 淡極始知花更豔，一片春心向海棠》 | 關心則亂 | 三采文化 | ISBN 9789862297049 |
| 2012年9月7日  | 《海棠依舊：知否？知否？應是綠肥紅瘦 卷五 直令桃李能言語，何似多情睡海棠》 | 關心則亂 | 三采文化 | ISBN 9789862297681 |
| 2012年11月9日 | 《海棠依舊：知否？知否？應是綠肥紅瘦 卷六 嫣然一笑新妝就，春園海棠花獨妍》 | 關心則亂 | 三采文化 | ISBN 9789862297858 |
| 2013年5月3日  | 《海棠依舊：知否？知否？應是綠肥紅瘦 卷七 那人卻道，海棠依舊》             | 關心則亂 | 三采文化 | ISBN 9789862298831 |
| 2013年5月3日  | 《開到荼蘼花事了》番外別冊                                                 | 關心則亂 | 三采文化 | ISBN 9789862298831 |
| 2018年5月28日 | 《海棠依舊：知否？知否？應是綠肥紅瘦 卷一》                                | 關心則亂 | 知翎文化 | ISBN 9789579614429 |
| 2018年5月28日 | 《海棠依舊：知否？知否？應是綠肥紅瘦 卷二》                                | 關心則亂 | 知翎文化 | ISBN 9789579614436 |
| 2018年6月13日 | 《海棠依舊：知否？知否？應是綠肥紅瘦 卷三》                                | 關心則亂 | 知翎文化 | ISBN 9789579614443 |
| 2018年6月13日 | 《海棠依舊：知否？知否？應是綠肥紅瘦 卷四》                                | 關心則亂 | 知翎文化 | ISBN 9789579614450 |
| 2018年7月12日 | 《海棠依舊：知否？知否？應是綠肥紅瘦 卷五》                                | 關心則亂 | 知翎文化 | ISBN 9789579614603 |
| 2018年7月12日 | 《海棠依舊：知否？知否？應是綠肥紅瘦 卷六》                                | 關心則亂 | 知翎文化 | ISBN 9789579614610 |
| 2018年8月2日  | 《海棠依舊：知否？知否？應是綠肥紅瘦 卷七》                                | 關心則亂 | 知翎文化 | ISBN 9789579614627 |
| 2018年8月2日  | 《海棠依舊：知否？知否？應是綠肥紅瘦 卷八》                                | 關心則亂 | 知翎文化 | ISBN 9789579614634 |

## 備註
1. 1 2  除特別註明外，收視率來自隔週星期一播放之《東張西望》

## 外部連結
- 《知否知否应是绿肥红瘦官微》的新浪微博
- 豆瓣电影上《知否？知否？应是绿肥红瘦》的資料 （简体中文）
- 在Netflix上觀看《知否？知否？应是绿肥红瘦》

## 电视节目的变迁
| 中国大陆 湖南卫视 金鹰独播剧场（如當日《新聞聯播》延時則順延播出） · 2018年12月28日、2019年2月6日及7日 19:35 - 22:00 · 2018年12月30日及2019年2月10日 19:35 - 20:10 · 2018年12月31日、2019年1月29日及2月5日 暫停播映 · 2019年2月4日 19:35 - 20:00 · 2019年2月12日及13日 20:00 - 20:30 | 中国大陆 湖南卫视 金鹰独播剧场（如當日《新聞聯播》延時則順延播出） · 2018年12月28日、2019年2月6日及7日 19:35 - 22:00 · 2018年12月30日及2019年2月10日 19:35 - 20:10 · 2018年12月31日、2019年1月29日及2月5日 暫停播映 · 2019年2月4日 19:35 - 20:00 · 2019年2月12日及13日 20:00 - 20:30 | 中国大陆 湖南卫视 金鹰独播剧场（如當日《新聞聯播》延時則順延播出） · 2018年12月28日、2019年2月6日及7日 19:35 - 22:00 · 2018年12月30日及2019年2月10日 19:35 - 20:10 · 2018年12月31日、2019年1月29日及2月5日 暫停播映 · 2019年2月4日 19:35 - 20:00 · 2019年2月12日及13日 20:00 - 20:30 |
| --- | --- | --- |
| | 知否？知否？应是绿肥红瘦 （2018年12月25日－2019年2月13日） | |
| 《那座城这家人》精彩搶先看 （2018年12月1日）那座城這家人 （2018年12月2日－2018年12月24日） | 逆流而上的你 （2019年2月12日－2019年3月10日） | |

| 马来西亚 Astro双星、Astro双星HD 每晚 20:00 - 21:00 | 马来西亚 Astro双星、Astro双星HD 每晚 20:00 - 21:00        | 马来西亚 Astro双星、Astro双星HD 每晚 20:00 - 21:00 |
| -------------------------------------------------- | --------------------------------------------------------- | -------------------------------------------------- |
|                                                    | 知否？知否？应是绿肥红瘦 （2018年12月25日－2019年3月7日） |                                                    |
| 假如没有遇见你 （2018年12月9日－2018年12月20日）   | 原生之罪 （2019年3月8日－2019年3月31日）                  |                                                    |

| 臺灣 八大第一台 星期一至五 20:00 - 21:00 | 臺灣 八大第一台 星期一至五 20:00 - 21:00                         | 臺灣 八大第一台 星期一至五 20:00 - 21:00 |
| ---------------------------------------- | ---------------------------------------------------------------- | ---------------------------------------- |
|                                          | 知否知否應是綠肥紅瘦 （2019年4月11日－2019年7月22日）            |                                          |
| 芸汐傳 （2019年3月8日－2019年4月10日）   | 幸福一家人 （改為20:00 - 22:00） （2019年7月23日－2019年8月5日） |                                          |

| 香港 無綫電視翡翠台 星期一至五 19:00-19:30                                                           | 香港 無綫電視翡翠台 星期一至五 19:00-19:30                     | 香港 無綫電視翡翠台 星期一至五 19:00-19:30          |
| --- | -------------------------------------------------------------- | --------------------------------------------------- |
| | 知否知否應是綠肥紅瘦 （2019年6月24日－2019年12月6日）          |                                                     |
| 獨孤天下 （2019年1月28日－2019年6月21日）                                                            | 獨孤皇后 （第1-65集） (2019年12月9日－2020年3月6日）           |                                                     |
| 香港 無綫電視翡翠台 星期一至五 10:30 - 11:30（若當日為公眾假期暫停播映一次，10月19日、20日暫停播映） |                                                                |                                                     |
| 倚天屠龍記 （重播） （2022年2月24日－2022年5月18日）                                                 | 知否知否應是綠肥紅瘦 （重播） （2022年5月19日－2022年8月12日） | 錦繡南歌 （重播） （2022年8月17日－2022年10月26日） |

| 新加坡 HUB娛家戲劇台 每晚 19:00 - 20:00         | 新加坡 HUB娛家戲劇台 每晚 19:00 - 20:00                   | 新加坡 HUB娛家戲劇台 每晚 19:00 - 20:00 |
| ----------------------------------------------- | --------------------------------------------------------- | --------------------------------------- |
|                                                 | 知否？知否？应是绿肥红瘦 （2019年7月18日－2019年9月28日） |                                         |
| 我的青春遇见你 （2019年5月24日－2019年7月17日） | 黄金瞳 （2019年9月29日－2019年11月23日）                  |                                         |

| 臺灣 緯來戲劇台 星期一至五 23:00 - 00:00             | 臺灣 緯來戲劇台 星期一至五 23:00 - 00:00               | 臺灣 緯來戲劇台 星期一至五 23:00 - 00:00 |
| ---------------------------------------------------- | ------------------------------------------------------ | ---------------------------------------- |
|                                                      | 知否知否應是綠肥紅瘦 （2019年10月23日－2020年1月31日） |                                          |
| 後宮甄嬛傳（重播） （2019年8月30日－2019年10月23日） | 軍師聯盟2虎嘯龍吟 （2020年2月3日－2020年4月2日）       |                                          |